# Гольцман Леонід Соломонович
Гольцман Леонід Соломонович (* 14 червня 1937, Київ, Україна) — відомий українсько-ізраїльський музикант, гобоїст, педагог, соліст і концертмейстер групи гобоїв симфонічного оркестру Національної телерадіокомпанії України. Проживає в м. Холоні Ізраїль.

## Біографічні дані
Леонід Гольцман  народився в місті Київ. Навчався в Київській музичній середній школі ім. М. В. Лисенка (кл. Панькіна, Яковенко).На  гобої почав навчатися завдяки старшому братові Михайлу Свєтіну (визначному російському артисту) ,який  був студентом  Київського музичного училища ім Р.М.Глієра.Після успішної здачі вступних екзаменів у 1956 році був зарахований до Київської державної Консерваторії ім. П. І. Чайковського де навчався в класі професора О. І. Безуглого. , своєю виконавською майстерністю розширив музичний фонд українського радіо і телебачення. Л.Гольцман підготував і оставив після себе в оркестрі ряд провідних музикантів, серед яких М.Севрук, Я.Пінчук, І.Болбот, І.Комаровський та інші.

## Творча праця
Будучи студентом в 1959 році стає артистом симфонічного оркестру Оперної студії при консерваторії. А за декілька років переходить до Заслуженого симфонічному оркестру Держтелерадіо України під керівництвом Народного артиста України, професора В. Б. Гнєдаша . Під час праці в симфонічному оркестрі виконує в концертах і при звукозапису музичні твори різних жанрів, епох. У фонд Українського радіо і телебачення за його участі записані сотні годин музики. Як член симфонічного оркестру брав участь у звукозапису музики до кінофільмів на Київській кіностудії ім. Олександра Довженка. Як гостюючий музикант співпрацював з оркестрами Київського оперного театру та Симфонічного оркестру України.де виконував солові партії в оркестрі на англійському ріжку. Звук його гобоя та англійського ріжка відрізняється м'якістю та ліричністю звучання. При виконанні солових партій, завжди виділявся проникливим тембром, його фраза завжди мала довершену форму. Праця в оркестрі радіо має свою специфіку, адже пов'язана із записом музичних творів, коли музиканти грають на мікрофон. При цьому інтонація мусить бути кришталево чиста, тембр гобоя мусить зливатися в палітрі ансамблю дерев'яної групи та струнних інструментів. І Леонід Гольцман гідно доказав свою майстерність, пропрацювавши в оркестрі більше тридцяти років. Особливий і виразний   звук гобоя і  англійського ріжка Леонід Гольцман  залишив у фондових записах Українського радіо , де за його участі записані твори українських музичних корифеїв таких як Б. Лятошинський, Л. Ревуцький, Г. Майборода , М. Скорик,  Л. Дичко,І. Карабиць  та багатьох інших.Протягом творчої праці в оркестрі співпрацював з визначними диригентами сучасності: Турчак С. В., Гнєдаш В. Б., Блажков І. І., Кожухар В.М, Сімеонов, Глущенко Ф. І., Гамкало І., А.  Власенко, С. Власов, С. Госачинський, А. Білошицький, Є. Дущенко, В. Сіренко, В.Здоренко  та інші.

## Педагогічна праця
Паралельно з оркестровою працею гобоїста працював викладачем Київських дитячих музичних шкіл, а від року (1990—2000 викладачем класу гобоя і флейти в консерваторіях Ізраїлю. Грає в коморних ансамблях і симфонічних оркестрах.